# Empoli Football Club 2008-2009
In questa pagina, sono raccolte le informazioni sulle competizioni ufficiali disputate dall'Empoli Football Club nella stagione 2008-2009.

## Stagione
L'Empoli partecipa al quattordicesimo campionato di Serie B 2008-2009 della sua storia. L'inizio del torneo è discreto e la squadra rimane imbattuta fino alla nona giornata, ma da quel momento vi è un periodo di calo e la squadra subisce molte sconfitte tra cui lo 0-3 interno nel derby col Pisa. La squadra riesce definitivamente a portarsi in zona play-off alla 33ª giornata grazie al successo per 2-1 in casa dell'Ancona con reti di Pozzi e Corvia. Da lì in poi rimane imbattuta fino alla fine del campionato, conquistando altre quattro vittorie e cinque pareggi. Si classifica 5º e nella doppia semifinale play-off incontra il Brescia: la gara di andata giocata al Castellani di Empoli finisce 1-1, con i padroni di casa in vantaggio con un gol di Lodi, poi raggiunti dal gol del pareggio di Baronio; nella semifinale di ritorno, i toscani vengono sconfitti 3-0 (Zoboli, Vass e Rispoli) e devono così rinunciare al ritorno in Serie A.
In Coppa Italia in casa superano l'Ancona al secondo turno per 2-0, al terzo turno affrontano il Cittadella a Treviso per indisponibilità dell'impianto padovano e vincono per 1-0. Al quarto turno trovano il Siena, ancora in trasferta, e vincono per 2-0. Infine fermano la loro corsa agli ottavi di finale a Genova, dove vengono sconfitti dalla Sampdoria per 2-1.

## Organigramma societario
Area direttiva
- Presidente:  Fabrizio Corsi

Area tecnica
- Allenatore: Silvio Baldini
- Allenatore in seconda: Bruno Russo
- Collaboratore tecnico: Davide Lucarelli e Roberto Aliboni
- Allenatore portieri: Mauro Marchisio
- Preparatore Atletico: Claudio Selmi
- Medico sociale: Massimo Morelli

## Rosa
| N. |                    | Ruolo | Calciatore                 |
| -- | ------------------ | ----- | -------------------------- |
| 1  | Italia (bandiera)  | P     | Davide Bassi               |
| 3  | Polonia (bandiera) | D     | Adam Kokoszka              |
| 4  | Italia (bandiera)  | D     | Felice Piccolo             |
| 5  | Italia (bandiera)  | C     | Davide Moro                |
| 6  | Italia (bandiera)  | C     | Mirko Valdifiori           |
| 7  | Italia (bandiera)  | A     | Francesco Flachi           |
| 8  | Italia (bandiera)  | C     | Francesco Marianini        |
| 9  | Italia (bandiera)  | A     | Nicola Pozzi               |
| 10 | Italia (bandiera)  | C     | Ighli Vannucchi (capitano) |
| 11 | Italia (bandiera)  | A     | Luca Saudati               |
| 13 | Italia (bandiera)  | C     | Pietro Arcidiacono         |
| 14 | Italia (bandiera)  | D     | Gabriele Angella           |
| 15 | Italia (bandiera)  | A     | Claudio Coralli            |
| 16 | Italia (bandiera)  | D     | Lino Marzorati             |
| 17 | Italia (bandiera)  | C     | Gianluca Musacci           |
| 18 | Italia (bandiera)  | A     | Nicolao Dumitru            |

| N. |                   | Ruolo | Calciatore         |
| -- | ----------------- | ----- | ------------------ |
| 19 | Italia (bandiera) | D     | Rocco Sabato       |
| 20 | Italia (bandiera) | C     | Davide Carrus      |
| 21 | Italia (bandiera) | C     | Francesco Lodi     |
| 22 | Italia (bandiera) | D     | Alessandro Vinci   |
| 23 | Italia (bandiera) | D     | Andrea Cupi        |
| 24 | Italia (bandiera) | C     | Antonio Buscè      |
| 25 | Italia (bandiera) | D     | Daniele Mori       |
| 27 | Italia (bandiera) | A     | Daniele Corvia     |
| 30 | Italia (bandiera) | D     | Vittorio Tosto     |
| 31 | Cile (bandiera)   | D     | Jorge Vargas       |
| 32 | Italia (bandiera) | P     | Gianmarco D'Oria   |
| 34 | Italia (bandiera) | A     | Cristian Pasquato  |
| 37 | Italia (bandiera) | P     | Renato Dossena     |
| 63 | Italia (bandiera) | D     | Gianluigi Bianco   |
| 77 | Italia (bandiera) | C     | Matteo Negrini     |
| 90 | Italia (bandiera) | C     | Salvatore Caturano |

## Risultati

### Campionato di Serie B

#### Girone di andata
| Arbitro: | Saccani (Mantova) |

|                               |           |                                 |
| Lodi 34’ (rig.) Vannucchi 84’ | Marcatori | 69’ Caracciolo 90+5’ Possanzini |

| Arbitro: | Giannoccaro (Lecce) |

|             |           |                 |
| Sgrigna 58’ | Marcatori | 76’ (rig.) Lodi |

| Empoli 13 settembre 2008, ore 16:00 CEST 3ª giornata | Empoli            | 0 – 0 referto | AlbinoLeffe | Stadio Carlo Castellani (3.605 spett.)\| Arbitro: \| Bergonzi (Genova) \| |
| Arbitro:                                             | Bergonzi (Genova) |               |             |                                                                           |

| Arbitro: | Velotto (Grosseto) |

|  |           |              |
|  | Marcatori | 77’ Pasquato |

| Arbitro: | Candussio (Cervignano del Friuli) |

|                                             |           |              |
| Lodi 17’ (rig.) Vannucchi 53’ Coralli 90+4’ | Marcatori | 8’ Catellani |

| Arbitro: | Romeo (Verona) |

|  |           |                    |
|  | Marcatori | 61’ Lodi 71’ Buscè |

| Arbitro: | Valeri (Roma 2) |

|                      |           |             |
| Corvia 40’ Buscè 72’ | Marcatori | 3’ Candreva |

| Arbitro: | Farina (Novi Ligure) |

|  |           |               |
|  | Marcatori | 41’ Vannucchi |

| Arbitro: | Rosetti (Torino) |

|            |           |  |
| Paponi 81’ | Marcatori |  |

| Arbitro: | Mazzoleni (Bergamo) |

|  |           |                                                 |
|  | Marcatori | 20’ (rig.) Buzzegoli 39’ Joelson 60’ Gasparetto |

| Arbitro: | Brighi (Cesena) |

|  |           |                                            |
|  | Marcatori | 13’ (rig.) Lodi 45+1’, 88’ Buscè 79’ Pozzi |

| Arbitro: | Candussio (Cervignano del Friuli) |

|          |           |                                 |
| Lodi 22’ | Marcatori | 19’, 74’ Nassi 79’ Mastronunzio |

| Arbitro: | Dondarini (Finale Emilia) |

|  |           |          |
|  | Marcatori | 78’ Lodi |

| Arbitro: | Bergonzi (Genova) |

|              |           |               |
| Vannucchi 5’ | Marcatori | 17’ Sansovini |

| Arbitro: | Damato (Barletta) |

|                  |           |  |
| Scaglia 33’, 49’ | Marcatori |  |

| Arbitro: | Ciampi (Roma 1) |

|                                        |           |                        |
| Corvia 29’ Lodi 50’ Rickler 70’ (aut.) | Marcatori | 9’ Aspas 86’ T.Bianchi |

| Arbitro: | Mazzoleni (Bergamo) |

|                             |           |  |
| Pozzi 70’ Lodi 90+4’ (rig.) | Marcatori |  |

| Arbitro: | Dondarini (Finale Emilia) |

|                |           |  |
| Belingheri 66’ | Marcatori |  |

| Arbitro: | Peruzzo (Schio) |

|             |           |            |
| Saudati 79’ | Marcatori | 36’ Corona |

| Arbitro: | Giannoccaro (Lecce) |

|                                    |           |  |
| Antonelli Agomeri 29’ Granoche 60’ | Marcatori |  |

| Arbitro: | Gervasoni (Mantova) |

|          |           |              |
| Lodi 27’ | Marcatori | 25’ Sforzini |

#### Girone di ritorno
| Arbitro: | Gava (Conegliano) |

|                                  |           |  |
| Mareco 16’ Possanzini 39’ (rig.) | Marcatori |  |

| Arbitro: | Saccani (Mantova) |

|                      |           |  |
| Pozzi 68’ Corvia 87’ | Marcatori |  |

| Bergamo 7 febbraio 2009, ore 16:00 CET 24ª giornata | AlbinoLeffe       | 0 – 0 referto | Empoli | Stadio Atleti Azzurri d'Italia (2.950 spett.)\| Arbitro: \| Damato (Barletta) \| |
| Arbitro:                                            | Damato (Barletta) |               |        |                                                                                  |

| Arbitro: | Dondarini (Finale Emilia) |

|                 |           |               |
| Corvia 24’, 57’ | Marcatori | 81’ La Camera |

| Arbitro: | Valeri (Roma 2) |

|                                        |           |  |
| Giampà 36’ Biabiany 48’ P.Oliveira 77’ | Marcatori |  |

| Arbitro: | Calvarese (Teramo) |

|  |           |                  |
|  | Marcatori | 45+1’ Meggiorini |

| Livorno 27 febbraio 2009, ore 20:45 CET 28ª giornata | Livorno                     | 0 – 0 referto | Empoli | Stadio Armando Picchi (9.591 spett.)\| Arbitro: \| Girardi (San Donà di Piave) \| |
| Arbitro:                                             | Girardi (San Donà di Piave) |               |        |                                                                                   |

| Arbitro: | Brighi (Cesena) |

|                     |           |  |
| Corvia 13’ Lodi 86’ | Marcatori |  |

| Arbitro: | Russo (Nola) |

|           |           |                                         |
| Pozzi 18’ | Marcatori | 35’ M.Paci 41’, 59’ Mariga 45’ Paloschi |

| Arbitro: | Romeo (Verona) |

|                          |           |  |
| Degano 27’ E.Álvarez 63’ | Marcatori |  |

| Arbitro: | Giannoccaro (Lecce) |

|                          |           |                            |
| Buscè 33’ Pozzi 77’, 79’ | Marcatori | 27’ Masucci 46’ Pensalfini |

| Arbitro: | Marelli (Como) |

|              |           |                      |
| Eusepi 90+2’ | Marcatori | 16’ Pozzi 88’ Corvia |

| Arbitro: | Tommasi (Bassano del Grappa) |

|           |           |             |
| Buscè 88’ | Marcatori | 27’ Tavares |

| Arbitro: | Gervasoni (Mantova) |

|                            |           |                        |
| Federici 62’ Pichlmann 77’ | Marcatori | 43’ Flachi 90+3’ Pozzi |

| Arbitro: | Valeri (Roma 2) |

|                      |           |                     |
| Corvia 5’ Flachi 79’ | Marcatori | 90’ (rig.) Quadrini |

| Arbitro: | Marelli (Como) |

|                 |           |           |
| Moscardelli 26’ | Marcatori | 33’ Pozzi |

| Bari 4 maggio 2009, ore 20:45 CEST 38ª giornata | Bari            | 0 – 0 referto | Empoli | Stadio San Nicola (46.470 spett.)\| Arbitro: \| Brighi (Cesena) \| |
| Arbitro:                                        | Brighi (Cesena) |               |        |                                                                    |

| Arbitro: | Tommasi (Bassano del Grappa) |

|                          |           |  |
| Pozzi 9’, 19’ Corvia 65’ | Marcatori |  |

| Arbitro: | Celi (Campobasso) |

|            |           |            |
| Corona 26’ | Marcatori | 90+2’ Lodi |

| Arbitro: | Trefoloni (Siena) |

|                                              |           |  |
| Musacci 16’ Pozzi 45’ Flachi 61’ Saudati 79’ | Marcatori |  |

| Arbitro: | Romeo (Verona) |

|  |           |             |
|  | Marcatori | 75’ Saudati |

#### Play-off
| Arbitro: | Gava (Conegliano) |

|         |           |             |
| Lodi 6’ | Marcatori | 24’ Baronio |

| Arbitro: | Damato (Barletta) |

|                                     |           |  |
| Zoboli 53’ Vass 90+1’ Rispoli 90+4’ | Marcatori |  |

### Coppa Italia
| Arbitro: | Velotto (Grosseto) |

|                            |           |  |
| Lodi 9’ (rig.) Negrini 73’ | Marcatori |  |

| Arbitro: | Girardi (San Donà di Piave) |

|  |           |          |
|  | Marcatori | 88’ Lodi |

| Arbitro: | Gava (Conegliano) |

|  |           |                        |
|  | Marcatori | 75’ (rig.), 90+4’ Lodi |

| Arbitro: | Tommasi (Bassano del Grappa) |

|                                      |           |          |
| Bonazzoli 31’ Fornaroli 45+1’ (rig.) | Marcatori | 62’ Lodi |

## Statistiche

### Statistiche di squadra
| Competizione | Punti | In casa | In casa | In casa | In casa | In casa | In casa | In trasferta | In trasferta | In trasferta | In trasferta | In trasferta | In trasferta | Totale | Totale | Totale | Totale | Totale | Totale | DR  |
| Competizione | Punti | G       | V       | N       | P       | Gf      | Gs      | G            | V            | N            | P            | Gf           | Gs           | G      | V      | N      | P      | Gf     | Gs     | DR  |
| ------------ | ----- | ------- | ------- | ------- | ------- | ------- | ------- | ------------ | ------------ | ------------ | ------------ | ------------ | ------------ | ------ | ------ | ------ | ------ | ------ | ------ | --- |
| Serie B      | 67    | 21      | 11      | 6       | 4       | 36      | 25      | 21           | 7            | 7            | 7            | 17           | 19           | 42     | 18     | 13     | 11     | 53     | 44     | +9  |
| Play-off     |       | 1       | 0       | 1       | 0       | 1       | 1       | 1            | 0            | 0            | 1            | 0            | 3            | 2      | 0      | 1      | 1      | 1      | 4      | -3  |
| Coppa Italia |       | 1       | 1       | 0       | 0       | 2       | 0       | 3            | 2            | 0            | 1            | 4            | 2            | 4      | 3      | 0      | 1      | 6      | 2      | +4  |
| Totale       |       | 23      | 12      | 7       | 4       | 39      | 26      | 25           | 9            | 7            | 9            | 21           | 24           | 48     | 21     | 14     | 13     | 60     | 50     | +10 |

### Andamento in campionato
| Giornata  | 1  | 2  | 3  | 4  | 5 | 6 | 7 | 8 | 9 | 10 | 11 | 12 | 13 | 14 | 15 | 16 | 17 | 18 | 19 | 20 | 21 | 22 | 23 | 24 | 25 | 26 | 27 | 28 | 29 | 30 | 31 | 32 | 33 | 34 | 35 | 36 | 37 | 38 | 39 | 40 | 41 | 42 |
| --------- | -- | -- | -- | -- | - | - | - | - | - | -- | -- | -- | -- | -- | -- | -- | -- | -- | -- | -- | -- | -- | -- | -- | -- | -- | -- | -- | -- | -- | -- | -- | -- | -- | -- | -- | -- | -- | -- | -- | -- | -- |
| Luogo     | C  | T  | C  | T  | C | T | C | T | T | C  | T  | C  | T  | C  | T  | C  | C  | T  | C  | T  | C  | T  | C  | T  | C  | T  | C  | T  | C  | C  | T  | C  | T  | C  | T  | C  | T  | T  | C  | T  | C  | T  |
| Risultato | N  | N  | N  | V  | V | V | V | V | P | P  | V  | P  | V  | N  | P  | V  | V  | P  | N  | P  | N  | P  | V  | N  | V  | P  | P  | N  | V  | P  | P  | V  | V  | N  | N  | V  | N  | N  | V  | N  | V  | V  |
| Posizione | 10 | 11 | 14 | 11 | 6 | 2 | 2 | 2 | 3 | 4  | 2  | 2  | 2  | 2  | 3  | 2  | 1  | 2  | 4  | 6  | 6  | 7  | 7  | 7  | 6  | 7  | 8  | 8  | 7  | 8  | 9  | 8  | 6  | 8  | 8  | 6  | 6  | 6  | 4  | 5  | 5  | 5  |

Fonte:  Serie B – Classifiche, su fullsoccer.eu, FULLSOCCER (archiviato dall'url originale il 24 settembre 2015).
Legenda:

Luogo: C = Casa; T = Trasferta. Risultato: V = Vittoria; N = Pareggio; P = Sconfitta.